# Thomas Klameth

Thomas Klameth, Foto von Hans Gerber (1952)

Thomas Klameth beim Fussballspielen (1966)

Thomas Klameth (* 7. März 1943 in Bern) ist ein ehemaliger Schweizer Schauspieler, der in der Rolle des Geissenpeters in zwei Verfilmungen rund um die von Johanna Spyri erdachte Kinderfigur Heidi bekannt wurde.

## Biografie
Bei einem Casting in der Schweiz, in dem es um die Besetzung der Titelrolle für den Film Heidi und die des Geissenpeter ging, drängelte sich Klameth so energisch nach vorn, dass ein Kameramann auf ihn aufmerksam wurde. So wurde der Junge das Gesicht des «störrischen Nichtlesers». 700 Franken waren seinerzeit sein Lohn. Für seine Mitwirkung in dem Nachfolgefilm Heidi und Peter, den ersten Schweizer Farbfilm, betrug sein Honorar dann schon 5000 Franken. In beiden Verfilmungen war Elsbeth Sigmund als Heidi besetzt und Heinrich Gretler als Alp-Oehi. Beide Filme wurden grosse Publikumserfolge, sowohl in der Schweiz als auch in Deutschland. Sogar in den USA waren sie erfolgreich.
Für Klameth selbst war seine Berühmtheit als Geissenpeter jedoch belastend, er litt unter dem Bild, das die Rolle ihm in der Öffentlichkeit verliehen hatte. Da er von seinen Schulkameraden und auch beim Fussballspielen deswegen oft gehänselt wurde, wollte er nichts mehr mit der Rolle zu tun haben und verleugnete sie. Da Klameth sowieso nie Schauspieler hatte werden wollen, nahm er nach den beiden Heidi-Filmen keine weiteren Rollen mehr an. Einzig in Hörspielen wirkte er noch hin und wieder mit. Nach seiner Schulzeit widmete er sich dem Studium der Wirtschaft, wurde Sportlehrer und führte in Küsnacht ein Sportgeschäft und betätigte sich in der Baubranche.
Seine Frau half ihm später dabei das Trauma seiner Rolle zu überwinden mit dem Ergebnis, dass er inzwischen sogar ein wenig stolz auf seine Verkörperung des Geissenpeters in der ersten deutschsprachigen Verfilmung ist. Zur Heidi-Verfilmung 2015, in der Quirin Agrippi als Geissenpeter zu sehen ist, erschien er als VIP-Gast zusammen mit seinem Sohn, dem Filmemacher Stefan Klameth.

## Filmografie
- 1952: Heidi
- 1955: Heidi und Peter